# Svarthöfde
Svarthöfde är en fristående äventyrsberättelse som handlar om Röde Orms son, Svarthöfde, och hans resor och äventyr över arton år. Boken är skriven av, Mikael Westlund, och utkom 2002.
I slutet av Röde Orm beskrivs i korthet vad som hände vissa nyckelpersoner i deras fortsatta leverne. Om Svarthöfde sägs det att han kom att fara på ytterligare en resa som varade i sju år och att han vid sin hemkomst for till England för att kriga tillsammans med Sven Tveskäggs son, Knut. Frans G. Bengtsson säger också att Svarthöfde kom att bli den störste av alla härmän och vid det berömda slaget vid Helge Å kom han att strida på Knut den Mäktigeste eget skepp i kampen mot norrmän och svear. Boken om Svarthöfdes äventyr innehåller allt det som sades i slutet av Röde Orm och även andra personer så som de odödliga bröderna, Sones söner, finns med i berättelsen som ständiga följeslagare i Svarthöfdes farliga äventyr.
Frans G Bengtsson berättarstil är inte kopierad även om boken är skriven i en ålderdomlig ton. Vissa likheter med Röde Orm kan upplevas avseende humor och dråpligheter. Boken innehåller även ett stort antal historiskt verkliga personer. Som exempel kan den bysantinske kejsaren Basileus II och Sveakungen Olof Skötkonung nämnas.

## Handling
Svarthöfde kom att bli hövding redan vid tretton års ålder och hans äventyr inleds med att han just som vilket vikingabarn som helst hade drömmar om ett spännande liv fullt av farligheter och tappra hjältedåd. I en början är han ett omoget och naivt barn som med tiden kom att bli den hövding han hoppats på. Detta hade aldrig gått om inte hans vänner stöttat honom och funnits vid hans sida då hans egna förmågor inte på långa vägar räckt till. Under de arton år som boken berättar om hamnar Svarthöfde i situationer som vi idag känner till genom historieböckerna och han träffar flera personer som på många sätt lämnat ett avtryck i historien. När boken slutar är han en mäktig man inom det danska riket och han har upplevt mer än de flesta i strid, svek och vänskap.

## Tillkomst
Boken skrevs aldrig med intentioner att publiceras utan den skapades som ett hobbyprojekt där författaren själv bara ville ta reda på vad som egentligen hände den modige trettonårige pojken som fick smak för utfärder efter att ha fått följa med sin far på en farlig resa för att hämta hem bulgarguldet. Efter två års skrivande tillsammans med ett hobbyforskande om tiden kring tusentalets början fanns ett komplett manus till en bok och försök att få den publicerad inleddes.